# Francesco Maria Preti

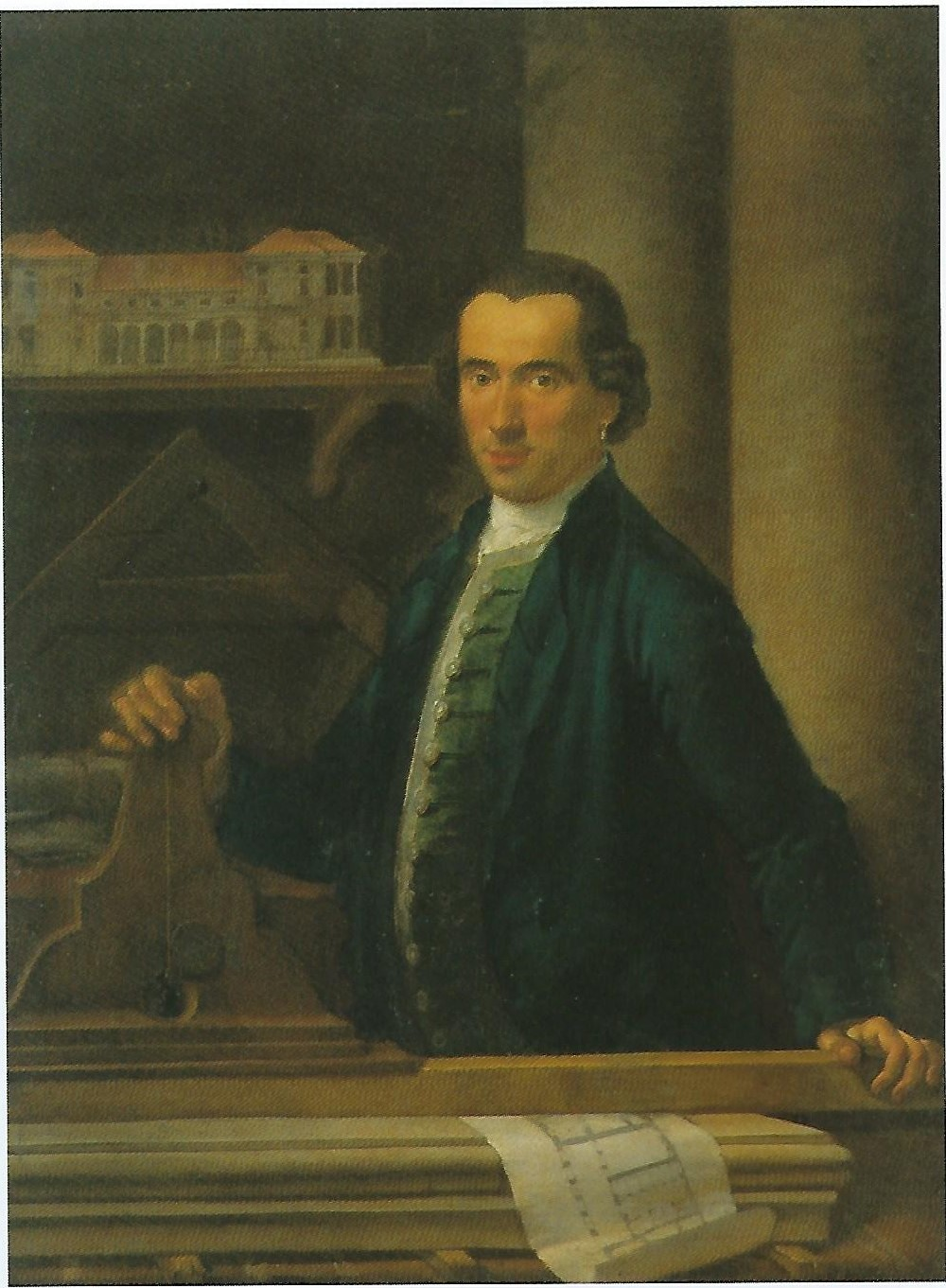
Ritratto presunto di Francesco Maria Preti - prima metà del XVIII (Museo Civico Treviso)

Francesco Maria Preti (Castelfranco Veneto, 19 maggio 1701 – Castelfranco Veneto, 23 dicembre 1774) è stato un architetto italiano, cittadino della Repubblica di Venezia.

## Biografia
Francesco Maria Preti apparteneva ad una delle più antiche famiglie nobili d'Europa. Nel Medioevo la famiglia Preti si era stabilita a Padova, Bologna, Mantova e Treviso. Il cognome in lingua originale fu usato fino a circa il 1490, quando venne riassunto l'antico cognome Preti che, nei documenti, si trova nelle forme de Pretis, di Preti, Pretti e Preti. Nei registri dell'Estimo del 1542-1561, troviamo, come "cittadini di Castelfranco" e con proprietà ad Albaredo, Salvatronda, Brusaporco (oggi Castelminio di Resana), Casacorba, Fanzolo di Vedelago, Vedelago e S. Marco di Resana i seguenti nominativi: i fratelli ser Francesco e ser Bartolomeo Preti con i suoi eredi (che possedevano una casa in Borgo Treviso a Castelfranco, data a livello); i quattro fratelli ser Francesco Maria, ser Aleandro, ser Vettor e ser Sebastiano figli di Nicolò Preti; gli eredi di ser Zampiero. Il fatto che, all'epoca dell'Estimo citato, non si trovassero dei Preti residenti in Castelfranco, fa pensare che per un certo periodo, forse in seguito agli sconvolgimenti della guerra di Cambrai (1509-1511) che, come ricorda G. Cecchetto, svuotò Castelfranco, i componenti della famiglia Preti fossero riparati ad Albaredo, per far ritorno a Castelfranco in epoca più tranquilla. Nonostante la notevole rappresentanza maschile nel XVI secolo, la famiglia venne a ridursi numericamente, fino ad essere rappresentata in Castelfranco, nel XVII secolo, solo da Francesco Maria Preti Dottor, bisnonno del nostro architetto. Egli ebbe tre figli maschi ed una femmina: Leandro (detto anche, in certuni documenti, Aleandro ed erroneamente, Alessandro), pievano di Francenigo, morto nel 1697 quasi centenario; Marietta, nata nel 1600 e maritata nel 1620 a Tomaso Barea, da cui discenderanno i Barea-Toscan; Sebastiano, nato nel 1602, che ebbe figli senza discendenza; Prospero, nato nel 1604, maritato a Marietta da Molin, da Schio. Prospero e Marietta ebbero tre figli: Francesco Maria, Maddalena (maritata al conte Lorenzo Venzati) e Nicolò, nato nel 1640 circa e morto nel 1719, che sposò nel 1692 Vicenza Guidozzi, figlia di Sebastiano e di Angela Gaggio. Dall'ormai anziano Nicolò e da Vicenza nacquero solo due figli: Antonia Maria, nata nel 1694, andata sposa nel 1713 a Francesco Colonna; Francesco Maria, nato nel 1701 e morto nel 1774, celibe, ultimo della famiglia Preti. Egli lasciò erede universale, con l'obbligo di usare il cognome Preti, il pronipote Odorico Colonna, figlio secondogenito di un figlio della sorella.

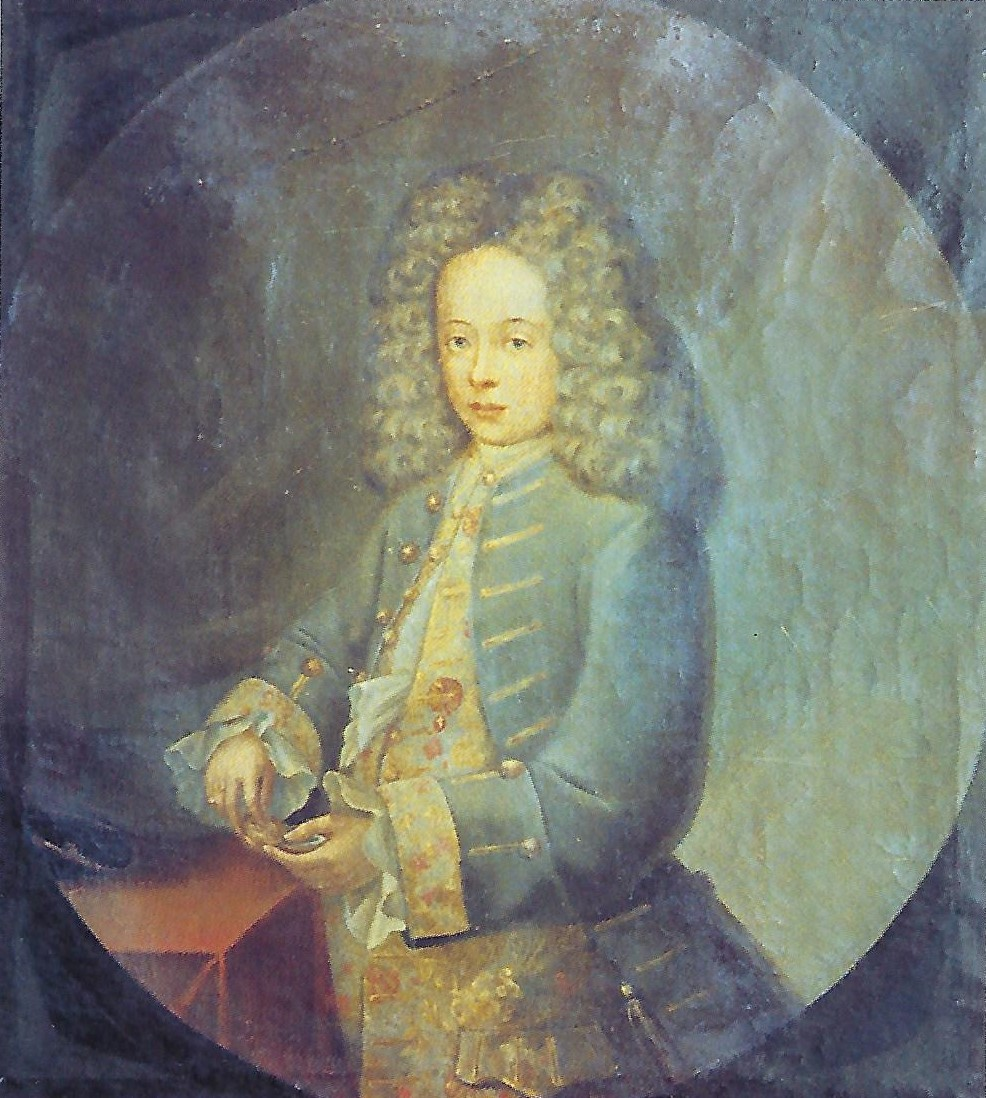
Anonimo. Ritratto di Francesco Maria Preti a 17 anni (Collezione Colonna-Preti, Torino)

Francesco Maria Preti nacque il 19 maggio 1701 nella casa all'inizio di Borgo Pieve, attualmente Patronato Pio X, dove visse la maggior parte della sua vita. Venne battezzato nella chiesa della Pieve il successivo 4 gennaio 1702 col nome di Antonio Francesco Maria, figlio "del Nobile Signor Nicolò Pretti e della Nobile Vicenza". Il nome Antonio scomparve subito per non riapparire più in alcun documento successivo, anche se per tutta la vita il Preti fu particolarmente devoto al Santo di Padova. Padrini di Battesimo furono i nobili veneziani "Giovanni dottor Grimani alli Servi" e "Ganza consorte del nobil huomo D.Zuane Cornaro da S. Polo". La madre del Preti per parte materna aveva, con i Corner, una comune discendenza dai Morosini e ciò giustifica anche i futuri buoni rapporti del Preti con i Corner di S. Polo, presso i quali addirittura alloggiava quando andava a Venezia. Il palazzo Corner a S. Polo, di cui si parla, non è il grande palazzo eretto nel 1559 dal Sanmicheli, ora sede della Guardia di Finanza, parzialmente prospiciente sul campo di S. Polo e poi passato ai Mocenigo per eredità, ma un altro palazzo, pure cinquecentesco, presso l'ora demolito ponte dei Nomboli e con facciata sul rio di S. Polo. In questo stesso palazzo ebbe il suo studio il Tiziano e pare che qui egli abbia dipinto l'Assunta dei Frari. La Lontana parentela ed i buoni rapporti con i Corner devono anche aver favorito il primo matrimonio, proprio con una Corner, dell'erede Odorico Colonna. La casa dove nacque il Preti, all'inizio di Borgo pieve, nel '400 era dei Morosini" e apparteneva a suo padre Nicolò uxorio nomine, in quanto costituiva la parte principale della dote di Vicenza Guidozzl alla quale era pervenuta attraverso linee femminili che partivano dai Morosini e dai Miani (o Emiliani), per arrivare ai Gaggio, ai Guidozzi ed ai Preti, (e, poi, ai Colonna - Preti che la alienarono nel 1920;). I Guidozzi erano un ramo dell'antica nobile famiglia castellana degli Spinelli, e Vicenza era nata nel cinquecentesco palazzo Guidozzi situato in faccia al "ponte anteriore", tuttora esistente ed, attualmente, di proprietà della ex Banca Popolare di Castelfranco Veneto, ora facente parte della Banca Popolare di Vicenza. Che la casa di Borgo Pieve fosse effettivamente quella in cui nacque il Preti, e non l'altra casa Preti situata in Bastia vecchia, è confermato da un documento del 1790 circa, con il quale Odorico Colonna Preti fa una petizione per riattivare una peschiera, e nel quale si legge: "Dopo d'aver goduto il Sig. Niccolò Preti per il corso di 11 anni questa casa con li titoli e ragioni ad Essa spettanti, nel 1702 fu necessitato rivogliersi alla Giustizia". Poiché Nicolò Preti si era sposato nel 1692, la data 1702 ed il numero di undici anni confermano il continuato uso e possesso da parte sua di questa casa. Dato che Francesco Maria è del 1701, è facile dedurre che egli vi sia nato. Nella famiglia Colonna Preti, del resto, si è sempre tramandata oralmente questa notizia. Per ulteriore conferma, è da notare che nell'Estimo citato del 1700-1714 la casa Preti, prossima a quella acquistata ne 1711, risulta affittata a tale Santo Volpato e, quindi, non abitata dalla famiglia Preti.
Il Preti abitò per molti anni nella sua casa natale di Borgo Pieve, che ristrutturò, ma, tormentato da molti malanni fisici e da una affliggente progressiva cecità, negli ultimi tempi si trasferì presso la nipote Laura Colonna, figlia primogenita della sorella Antonia, maritata nel 1738 a Francesco Barea, da cui discenderà l'ingegnere Antonio Barea, protagonista nell'Ottocento del riassetto urbano di Castelfranco. La casa Barea, già Zabbottini e pervenuta ai Barea per eredità, tuttora esistente, si trova all'interno del Castello, nell'attuale vicolo della Chiesa. In questa casa il Preti morì nel 1774.
Nicolò Preti, come detto, morì nel 1719'' (quando Francesco Maria aveva diciotto anni) e venne sepolto nella chiesa della Pieve. La madre Vicenza morì nel 1748 (era nata nel 1669) e venne sepolta nella chiesa delle monache del Redentore; successivamente, nel 1755, la sua salma venne trasportata nella "rotonda del Preti" situata sotto la cupola del Duomo,'' nella quale egli stesso venne sepolto nel 1774. La tomba divenne quindi di proprietà della famiglia Colonna Preti ed in essa vennero pure sepolti, nel 1786, la prima moglie di Odorico, Elena Corner di Flaminio (morta di vaiolo a 20 anni), ed il figlio maschio abortito il giorno prima della morte della madre. Nel 1802 vi venne sepolto anche uno zio di Odorico, Lorenzo Colonna e, nel 1816, un bambino di quatffo giorni, figlio di Francesco Barea, nonostante il divieto napoleonico di Saint-Cloud (1804) con il quale veniva vietata la sepoltura nelle chiese. Quindi la tomba della "rotonda" non dovrebbe essere stata più utilizzata. [L'architetto Francesco Maria Preti di Castelfranco Veneto; Stefano Colonna Preti - Stefania Colonna Preti, 2001]

## Orientamenti artistici e culturali
Allievo di Jacopo e Giordano Riccati, è grazie al primo dei due che, nel 1723, gli viene assegnata la commissione per il duomo di Castelfranco Veneto, all'interno del quale è sepolto il suo corpo nella parte più alta della navata principale. Verso il 1732 sarà chiamato da Alvise Pisani a sostituire il Frigimelica nella costruzione della sua villa a Stra. A Castelfranco progetta anche il Teatro Accademico, costruito tra 1754 e 1780, che serviva tanto alla rappresentazione di spettacoli che alle riunioni della locale Accademia. A Belluno realizza invece palazzo Minerva, sede dell'antica Accademia degli Anistamici.
Tra le altre opere architettoniche civili da lui realizzate si segnala Villa Spineda. È inoltre autore di numerose chiese tra Castelfranco e Treviso: a Vallà, Tombolo, Salvatronda e Caselle.
Nonostante la sua attività apparentemente periferica, è aggiornato sulle principali questioni architettoniche dell'epoca ed è in contatto col Temanza e con Paolo Frisi.
Nel 1780 Giordano Riccati pubblica il trattato postumo Elementi d'architettura del signor Francesco Maria Preti.

## La "Media Armonica Proporzionale"

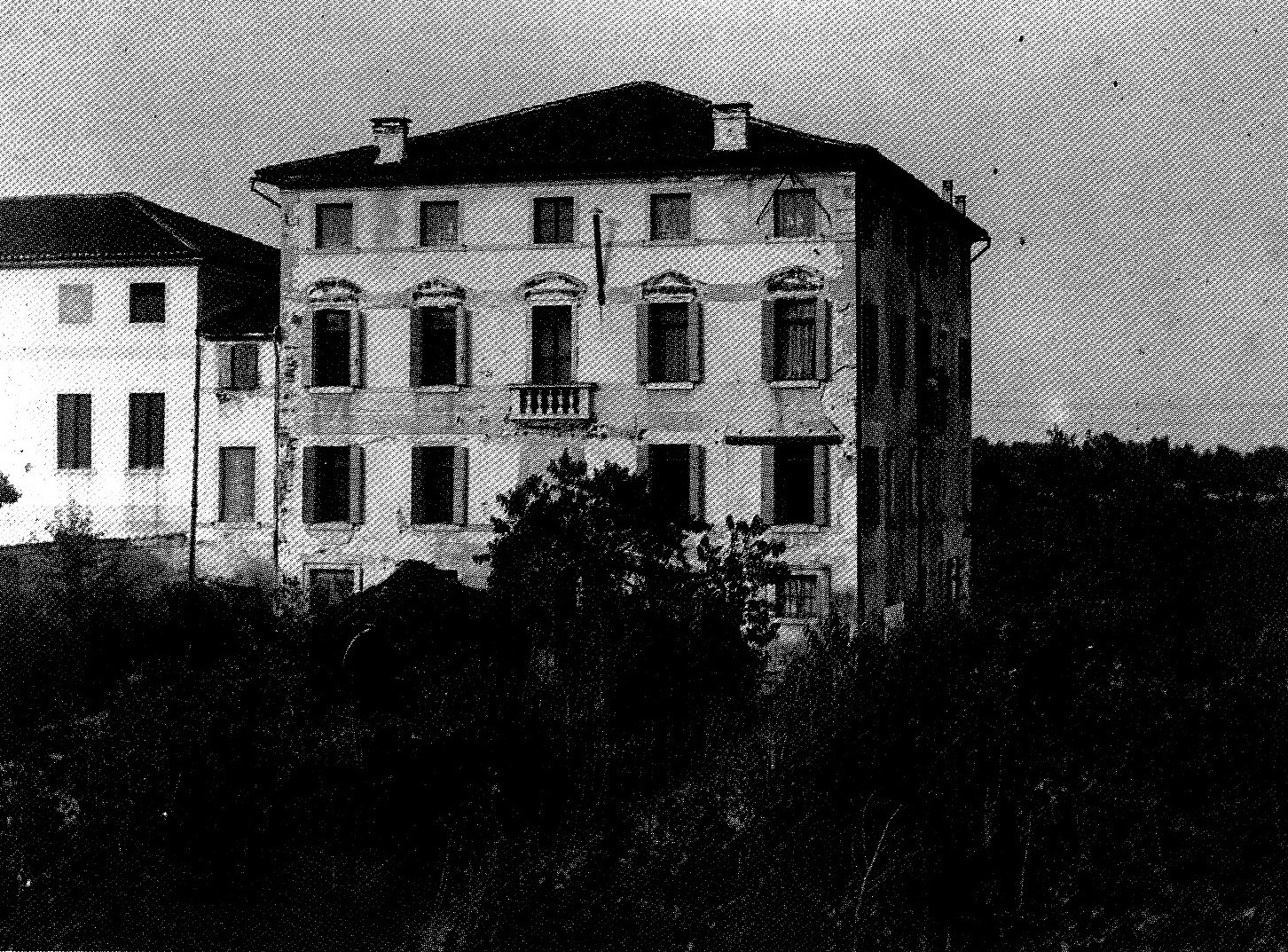
Casa natale di F. M. Preti ora Patronato Pio X in Borgo Pieve a Castelfranco Veneto (foto del 1910)

La Media Armonica da assegnarsi all'altezza dei vani, ripresa ed applicata da Giovanni Rizzetti per primo alla fine del '600, viene risolta matematicamente da Francesco Maria Preti e da Jacopo Riccati insieme, definita analiticamente da Jacopo, applicata poi sistematicamente dal Preti, a partire già dalla prima delle sue opere. Costruendo il disegno per il nuovo Duomo di Castelfranco Veneto, nello stabilire l'altezza della navata principale dell'edificio, il Preti si rende conto che la media aritmetica non regge «in menoma parte alla ragione». «Perciò comunicati li miei dubbj al Sig. Co: Jacopo, ci trovammo ambidue per qualche giorno imbarazzati in questa difficoltà». Jacopo Riccati segna sulla carta «quasi giocando» i numeri 12. 9. 6, «presi ad arbitrio»," e Francesco Maria Preti gli fa notare che in questi numeri c'è il rapporto musicale dell'ottava; premessi questi principi, soggiunge il Riccati, mettendo l'8 al posto del 9, lasciando per base il dodici, «averemo convertita la media Aritmetica in armonica. Indi applicata questa media alla delineazione della Chiesa prese le vere dimensioni, si trovò che gli archi restavano simili, e che il tutto reggeva a sesta». 25 Il Preti stabilisce che «conven [endo] tutti gli architetti che l'altezza di un vaso abbia da stabilirsi media fra la sua lunghezza e la larghezza»,26 «tale media non potea essere altro che la media armonica». Di conseguenza, l'altezza di una sala in base alla media armonica si ottiene dividendo il doppio prodotto delle due dimensioni della pianta per la somma delle medesime dimensioni (c=2ab/(a+b)).